# جعداء
جعداء أو رَزُود (الاسم العلمي: Rhysodes)، جنس خنافس من رتبة غمديات الأجنحة وفصيلة الخنافس الأرضية. أعطانها الأصيلة في المنطقة القطبية الشمالية القديمة (بما في ذلك أوروبا) والشرق الأدنى.
تضم نوعان:
- Rhysodes comes Lewis, 1888
- Rhysodes sulcatus Fabricius, 1787